# Pistolet Walther PPK
Walther Polizeipistole Kriminal (PPK) (lub błędnie: Polizeipistole Kurz) – niemiecki pistolet kaliber 7,65 mm z okresu przed II wojną światową.

## Historia
W 1929 r. firma Walther wypuściła na rynek pistolet, który jako pierwszy łączył w swojej konstrukcji zalety pistoletu samopowtarzalnego z bezpieczeństwem i ciągłą gotowością do strzału rewolweru. Osiągnięto to dzięki wprowadzeniu mechanizmu samonapinania kurka w czasie ściągania spustu. Nowy pistolet otrzymał oznaczenie Walther PP (Polizei Pistole). W 1931 r. firma rozpoczęła produkcję kieszonkowego pistoletu PPK o konstrukcji podobnej do PP. Dzięki skróceniu lufy i zmniejszeniu wysokości szkieletu miał mniejsze wymiary niż PP. Nowoczesna konstrukcja i niewielkie wymiary sprawiły, że PPK trafił do uzbrojenia niemieckiej policji jako uzbrojenie funkcjonariuszy pełniących służbę po cywilnemu. PPK były także używane jako broń do samoobrony przez oficerów armii niemieckiej. Od 1935 r. do końca wojny niemieckie siły zbrojne zakupiły 150 000 sztuk PPK. Były one używane głównie przez Luftwaffe. Za pomocą pistoletu Walther PPK popełnił samobójstwo Adolf Hitler. Po wojnie produkcję PPK wznowiono i był on sprzedawany na rynku cywilnym w Europie i USA. Po przegranej przez Niemcy wojnie fabryka Walther przerwała produkcję aż do 1952 r., kiedy to weszła w skład koncernu Manurhin. Do 1982 r. nowo wyprodukowane pistolety nosiły oznaczenie Manurhin PPK. Jednak pistolety przedwojenne, które były w tym okresie poddawane remontom w fabryce Walthera noszą oznaczenia „Walther Waffenfabrik Ulm/Do”. Czyli inaczej niż oryginalne oznaczenia „Waffenfabrik Walther Zella Mehlis (Thür)”.
Pistolet Walther PPK bywały nabywane indywidualnie przez funkcjonariuszy polskiej Policji Państwowej, zwłaszcza dla potrzeb noszenia w ukryciu. 3 kwietnia 1939 r. Komenda Główna Policji zawarła umowę na zakup 3000 pistoletów z terminem dostawy do 15 czerwca, lecz nie wiadomo, czy została zrealizowana w całości przed wybuchem wojny.

## Konstrukcja
Pistolet Walther PPK działał na zasadzie odrzutu zamka swobodnego. Miał nieruchomą lufę i zewnętrzny kurek. Lufa gwintowana, o gwincie sześciobruzdowym, prawoskrętnym o skoku 240 mm. Bezpiecznik dźwigniowy, umieszczony z lewej strony zamka, działał bezpośrednio na iglicę. Było to bardzo dobre zabezpieczenie. Dzięki niemu można było nosić pistolet z nabojem w komorze nabojowej.
Pistolet Walther PPK był produkowany głównie w kalibrze 7,65 mm. Niewielkie ilości wykonano w kalibrach 9 mm Short i 6,35 mm Browning. Na małą skalę produkowano też pistolety kalibru .22 LR. Niektóre z nich były wyposażone w tłumiki dźwięku.

## W kulturze
Walther PPK kaliber 7,65 mm był bronią osobistą agenta 007 Jamesa Bonda, od filmu Doktor No zastąpił pistolet Beretta 418 kaliber .25 ACP. Walther PPK był nią do końca filmu Jutro nie umiera nigdy, kiedy agent 007 dostał nową broń – Walther P99. Nowa broń występuje w kolejnych częściach przygód agenta 007: Jutro nie umiera nigdy, Świat to za mało, Śmierć nadejdzie jutro, i Casino Royale. W części Quantum of Solace oraz Skyfall Bond powrócił do pistoletu Walther PPK 9 mm Short (którego zagrał model w kalibrze .32ACP).